# Ciurari, Teleorman

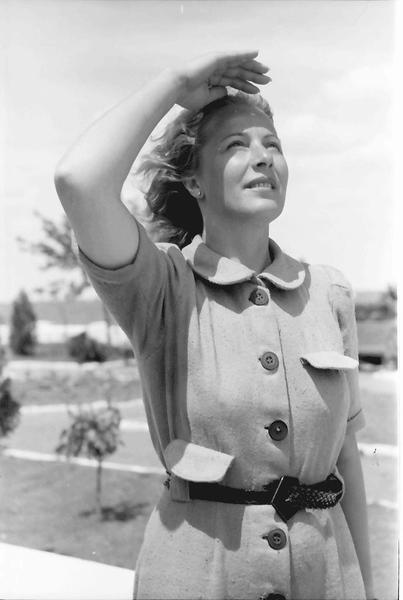
Irina Burnaia 1943

Ciurari este un sat în comuna Săceni din județul Teleorman, Muntenia, România. Se află în partea de nord a județului, în Câmpia Găvanu-Burdea. La recensământul din 2002 avea o populație de 730 locuitori.
Este asezat pe valea râului Tinoasa, în perioada interbelica si comunistă de inceput fiind  comună  cu primarie proprie. Are două biserici din care una cu o vechime de cca 170 ani.  În sat se află o școală generală cu gradiniță, dispensar uman, o moară de cereale, patru magazine etc. 
Functioneaza si un targ saptamanal cu program in ziua de sambata.  
  Vorbind în câteva cuvinte și despre așezarea, ținutul ori satul Ciurari, vom spune că, potrivit diferitelor legende, acest sat datează de pe la anul 1716, cu primele așezări și colonii făcute de românii coborâți din județul Gorj, care, stabilindu-se pe valea acestei localități, au format așezarea cu numele de „Bujorul”, denumită la început astfel după floarea cu acest nume, ce creștea în mod abundent aici. Acești locuitori fiind pricepuți la munca ciurelor de curățat grânele, s-a schimbat în timp, cu numele în cel de „Ciurari” pe care-l poartă până astăzi.  
Stelian Gomboș (copy paste, Marica Marius)  
https://steliangombos.wordpress.com/

## Personalități
In satul Ciurari s-a nascut Irina Burnaia, care a fost a doua aviatoare brevetată în România, după Ioana Cantacuzino , brevet nr. 3/27.10.1933. De asemenea, a fost prima femeie pilot din România care a efectuat un zbor internațional, prima femeie care a efectuat un zbor peste Carpați și prima femeie pilot acrobat din România. A fost  avocată în baroul Ilfov, fiind cunoscută în special datorită activității sale ca aviatoare în perioada dintre cele două războaie mondiale. În 1937 a obtinut certificatul de pilot acrobat, devenind astfel prima femeie pilot acrobat din România. Povestea de viață a Irinei Burnaia și pasiunea pentru zbor au fost descrise în cartea „Aripile mele”, publicată în 1937. În 1944, Irina Burnaia conducea Escadrila Alba a Crucii Rosii numită Escadrila Bugului. În 1948, dupa instalarea regimului comunist în Romania, Irina Burnaia s-a stabilit la Geneva, unde a și rămas. S-a stins din viață la Geneva, în 1997. A fost decorată cu ordinul „Virtutea Aeronautică de Pace”.        

## Primul zbor peste Carpați cu un IAR 22, în 1934
Irina Burnaia a fost prima femeie din România care a survolat Munții Carpați. Statul român i-a sprijinit demersul, cu un avion IAR 22. Avionul a fost construit la Brașov și, fiind prea nerăbdătoare pentru a aștepta la București terminarea construcției, Irina și-a petrecut zile întregi în uzină până când avionul a fost gata. Primul zbor cu acest avion a fost și primul record. 
A efectuat un zbor  deasupra Văii Prahovei si s-a indreptat spre Buzau, unde a aterizat pentru a-i saluta pe instructorii și elevii Școlii de pilotaj de la Zilistea. A decolat iar pentru a survola Roșiorii de Vede, oraș din județul său natal. A aterizat într-un final la Băneasa, după un zbor de succes devenind astfel prima femeie care a trecut, în zbor, peste Carpați.